# Kirchenthumbach
Kirchenthumbach er en købstad (markt) i Landkreis Neustadt an der Waldnaab i Regierungsbezirk Oberpfalz i den tyske delstat Bayern. Den er en del af Verwaltungsgemeinschaft Kirchenthumbach.

## Geografi
Kirchenthumbach ligger i den østlige udkant af Naturpark Fränkische Schweiz-Veldensteiner Forst Region Oberpfalz-Nord.
Ud over Kirchenthumbach ligger i kommunen landsbyerne: Burggrub, Fronlohe, Metzenhof, Neuzirkendorf, Sassenreuth, Thurndorf, Treinreuth, Heinersreuth.

### Trafik
Fra 1904 til 1969 (persontrafik til 1962) var Kirchenthumbach endestation på en jernbanelinje fra Pressath.